# Обер-лейтенант
Обер-лейтенант (от нем. оber — старший, фр. lieu tenant — заместитель, в свою очередь, от lieu — место и tenant — занимающий) — звание младшего офицера в армиях Германии, Австрии и Швейцарии.

## Обер-лейтенант в Германии
Oбер-лейтенант (НАТО ОФ-1а)
В кайзеровской армии звание обер-лейтенант было введено в 1871 году. До этого офицер, носящий соответствующий чин, назывался премьер-лейтенантом (Premierlieutenant).
В переводе звание означало старший лейтенант и обычно присваивалось после 5—6 лет военной службы. Обер-лейтенант в военно-морских силах назывался обер-лейтенант цур зее (нем. Oberleutnant zur See).
С 1888 года в качестве знака различия использовалась одна четырёхконечная звёздочка на погонах с обвитым вокруг пуговицы белым (с 1903 года — серебряным) шнуром, но не завитым «косичкой», в отличие от погонов штаб-офицеров.
Такой погон просуществовал до 1945 года и был возрождён в ННА ГДР, но уже с тремя звёздочками, расположенными треугольником, как у старшего лейтенанта ВС СССР.
Во времена Второй мировой войны в войсках СС эквивалентным званием было оберштурмфюрер.

### Oбер-лейтенант бундесверa
В ВС ФРГ (бундесвер), за неимением в нём звания унтер-лейтенанта (Unterleutnant), звёздочек на погонах ввели только две, и расположены они продольно, на британский манер.
Звание обер-лейтенанта в бундесвере может быть присвоено не ранее чем через 2,5 года службы в офицерском звании. Как правило, обер-лейтенанты служат на должностях командира взвода или заместителя командира роты, а в ВВС — пилота транспортного или боевого самолёта.
В ВМС ФРГ существует звание Oberleutnant zur See (буквально — обер-лейтенант на море). Знаки различия обер-лейтенанта-цур-зее — две полосы средней ширины.
Офицерам медицинской службы бундесвера после получения допуска к медицинской практике сразу присваивается звание капитана медицинской службы.
До сдачи экзамена на офицерское звание кандидаты могут быть направлены на обучение в университеты бундесвера в Гамбурге и Мюнхене. Обер-лейтенанты часто имеют высшее образование с признаваемым государством дипломом специалиста.
Военнослужащие в звании обер-лейтенанта могут в рамках, установленных Положением о правах и обязанностей начальников, отдавать приказы рядовому составу, унтер-офицерам без портупеи и унтер-офицерам с портупеей (фельдфебельским званиям).
| младшее звание: Leutnant (Лейтенант) | Oberleutnant / Oberleutnant zur See (Старший лейтенант) | старшее звание: Hauptmann (Капитан) |